# Ifigenia in Tauride (Martello)
Ifigenia in Tauride è una tragedia in cinque atti di Pier Jacopo Martello, una delle prime, in Italia, a trattare il mito di Ifigenia.
Fu pubblicata a Roma nel 1709. L'argomento è ripreso direttamente da Euripide.
Lo stesso soggetto fu ripreso nel tardo Settecento dal poeta tedesco Goethe, che ne parla diffusamente anche nel suo Viaggio in Italia.
La storia euripidea, poi ripresa dai due autori, ripercorre la storia di Ifigenia, figlia di Agamennone, sacrificata dal padre alla dea Artemide su consiglio dell'indovino Calcante, in modo da permettere alle navi achee di salpare alla volta di Troia.
Ifigenia in realtà non morì, e fu portata in Tauride per volere della dea. In questa regione della Turchia settentrionale diventò sacerdotessa del tempio di Artemide.
Il mito però non si conclude qui poiché Agamennone, di ritorno da Troia, fu ucciso dalla moglie Clitennestra a causa del presunto sacrificio.